# Camere separate
Camere separate è un romanzo di Pier Vittorio Tondelli. È stato pubblicato presso l'editore Bompiani nel 1989.

## Trama
Il romanzo non presenta una vera e propria trama, ma tre "movimenti" che corrispondono ad altrettanti momenti nella vita di uno scrittore poco più che trentenne, Leo, omosessuale dichiarato, alle prese con l'enorme dolore della perdita del compagno, Thomas, un giovane musicista tedesco di belle speranze. È un romanzo in larga parte autobiografico (Leo è l'alter ego di Tondelli).
Attraverso lunghe riflessioni e continui flashback il lettore impara a conoscere i vari tasselli della vita di Leo e Thomas, conosciutisi quasi per caso una sera durante un party a Parigi. Leo è uno scrittore di successo, spesso in giro per conferenze e presentazioni; è originario di un non meglio specificato paese della bassa padana e vive tra Milano, Parigi, Londra e Firenze. Thomas, invece, è di Monaco di Baviera, ma si trasferisce ben presto a Berlino Ovest.
I due amanti si incontrano spesso in giro per l'Europa, trascorrono le vacanze insieme, intraprendono lunghi giri, ma Leo è ben attento a lasciarsi sempre una via d'uscita. Il loro rapporto è descritto proprio dal titolo del romanzo: vivono in due camere, separati da duemila chilometri di distanza. Hanno così la possibilità di vedersi quando desiderano, ma anche di ritirarsi nella propria solitudine quando ne hanno la necessità.
Thomas, però, non è in grado di stare solo e quindi incominciia una relazione con una ragazza, che, per sua ammissione, lo ama come Leo lo ama, ma oltre a ciò vuole anche restargli accanto. Questo strano rapporto a tre, che all'inizio scatena vere e proprie crisi di gelosia in Leo, viene chiuso ben presto dalla malattia inguaribile di Thomas, che, poco più che venticinquenne, muore in un ospedale di Monaco dopo aver preso congedo, mestamente e quasi sottovoce, da Leo.
Nel tentativo di venire a capo del proprio immenso dolore Leo ritorna al suo paese d'origine, dove trascorre le festività pasquali e assiste alle celebrazioni del Venerdì Santo, poi si mette alla ricerca del suo primo ragazzo, Hermann, che lui stesso aveva deciso di lasciare anni prima perché lo stava conducendo in un rapporto di morte, fatto di droga, litigi e tradimenti.
Leo ormai si sente come un vedovo, a cui l'amore sarà per sempre negato e, durante un viaggio negli Stati Uniti, per la prima volta si scopre nel ruolo di quello che è disposto a pagare per poter godere delle gioie del sesso. Questo fatto lo spaventa e lo rende consapevole del mutamento che è avvenuto in lui.
Alla fine del romanzo, dopo aver incominciato con Eugenio un'amicizia senza troppe pretese, Leo parte per il Canada, dove terrà una conferenza su Jack Kerouac. Nelle ultime righe si accenna al fatto che Leo ha una malattia inguaribile (infatti, nel momento in cui scriveva, Tondelli era malato di AIDS).

## Disseminazioni
- Il regista Andrea Adriatico ha realizzato una versione teatrale del romanzo, dal titolo Biglietti da camere separate, che ha esordito nel luglio 2011 al MAMbo (Museo d'Arte Moderna) di Bologna.
- Nel libro Fedeltà di Marco Missiroli una copia del libro viene donata da un'allieva al suo maestro.
- Il cantautore Vasco Brondi cita Camere separate nel brano Cara catastrofe e Altri libertini in La lotta armata al bar; inoltre ringrazia più volte lo scrittore all'interno dei suoi album Canzoni da spiaggia deturpata e Per ora noi la chiameremo felicità.

## Edizioni
- Pier Vittorio Tondelli, Camere separate, Milano, Bompiani, 1989, ISBN non esistente.

Traduzioni
- (EN) Separate Rooms, Londra, Serpent's Tail, 1992, ISBN 1-85242-223-8.
- (DE) Getrennte Räume, Reinbek, Rowohlt, 1993, ISBN 3-499-12804-7.
- (CA) Habitacions separades, Barcellona, Angle Editorial, 2002, ISBN 84-88811-90-X.
- (ES) Habitaciones separadas, Barcellona, Ediciones Barataria, 2008, ISBN 978-84-95764-63-8.
- (FR) Chambres separees. Parigi, Seuil, 2023. Isbn 978-2021526363